# (8191) Mersenne
Pour les articles homonymes, voir Mersenne (homonymie).
(8191) Mersenne est un astéroïde de la ceinture principale.

## Description
(8191) Mersenne est un astéroïde de la ceinture principale. Il fut découvert par Eric Walter Elst le 20 juillet 1993 à La Silla. Il présente une orbite caractérisée par un demi-grand axe de 2,26 UA, une excentricité de 0,109 et une inclinaison de 2,82° par rapport à l'écliptique.
Il fut nommé en hommage au mathématicien et philosophe français Marin Mersenne (1588-1648).

## Compléments